# Doubravy
Doubravy (deutsch Dubraw) ist eine Gemeinde in Tschechien. Sie liegt zehn Kilometer südlich von Zlín und gehört zum Okres Zlín.

## Geographie
Doubravy befindet sich im Westen des Wisowitzer Berglandes im Tal des Baches Kaňovický potok. Nördlich erhebt sich die Oskorušné (450 m), im Nordosten der Kamenec (496 m), Klencov (536 m) und Čertův kámen (542 m), östlich die Kamenná (483 m), im Südosten der Kamenec (394 m), südlich der Doubí (429 m) sowie im Nordwesten der Losky (377 m).
Nachbarorte sind Březnice und Horní Paseky im Norden, Strážné, Humence, Březůvky und Bečáky im Nordosten, Vrchy und Pradlisko im Osten, Hřivínův Újezd im Südosten, Velký Ořechov, Paseky und Kelníky im Süden, Svárov und Zlámanec im Südwesten, Paseky, Lapač und Šarovy im Westen sowie Záhumenice und Bohuslavice u Zlína im Nordwesten.

## Geschichte
Im 14. Jahrhundert entstanden im Wisowitzer Bergland eine Reihe von Wachtburgen zum Schutz des Gebietes gegen Einfälle der Ungarn und Tataren. Östlich lagen die Burgen Světlov und Rýsov, nordwestlich die Burg Malenovice. Die erste schriftliche Nachricht des zur Herrschaft Malenovice gehörigen Dorfes Weledubrawy erfolgte im Jahre 1406 zusammen mit Březůvky. 1512 wurde der Ort als Weledaubrawami bezeichnet. 1573 verkaufte Burian Tettauer von Tettau (Burjan Tetour z Tetova) zusammen mit Weledaubrawami auch das wüste Dorf Brzezuwek an Wenzel Gajowsky von Gaja (Václav Gájovský z Gáje). Zwischen 1589 und 1592 verkaufte dieser beide Dörfer an Johann Hans von Scharatitz (Jan Hanuš ze Šaratic), der dem Gut Velký Ořechov zuschlug. 1652 wurde Velký Ořechov mit allem Zubehör an die Herrschaft Uherský Brod angeschlossen. Im Jahre 1718 wurde das Dorf als Daubrawa bezeichnet. Seit 1695 ist im Dorf ein Meierhof nachweislich, des Weiteren bestand eine herrschaftliche Mühle. Bis zur Mitte des 19. Jahrhunderts blieb Daubrawa immer nach Uherský Brod untertänig.
Nach der Aufhebung der Patrimonialherrschaften bildete Daubrawa ab 1850 eine Gemeinde in der Bezirkshauptmannschaft und dem Gerichtsbezirk Uherský Brod. Ihre Bewohner lebten von der Landwirtschaft. 1872 wurde der Ort als Doubrava, 1893 als Dúbravy und seit 1924 als Doubravy bezeichnet. 1895 wurde die Windmühle abgetragen und nach Březnice umgesetzt. 1923 wurde das Dorf dem neuen Gerichtsbezirk Zlín und nach der Erhebung von Zlín zur Bezirksstadt 1935 auch dem politischen Bezirk Zlín zugeordnet. Ab 1950 gehörte die Gemeinde zum Okres Gottwaldov-okolí und ab 1960 wieder zum Okres Gottwaldov, der nach der politischen Wende seit 1990 wieder den Namen Okres Zlín trägt. Die Reste des Herrenhofes wurden im Jahre 2006 abgetragen. Kulturell und ethnographisch gehört das Dorf zum nördlichsten Teil des Mährischen Slowakei und befindet sich am Übergang zur Mährischen Walachei.

## Ortsgliederung
Für die Gemeinde Doubravy sind keine Ortsteile ausgewiesen. Zu Březůvky gehören u. a. die Ansiedlungen Doubí, Strážné und Záhumenice.

## Sehenswürdigkeiten
- Walachischer Glockenturm im Ortszentrum, er wurde 1848 anstelle eines 1839 niedergebrannten Vorgängerbaus errichtet. Im Jahre 1973 wurde Holzschindelbedeckung erneuert
- Naturdenkmal Velká bučina, nördlich des Dorfes
- Naturreservate Uhliska und Poledniska, Auwiesenlandschaften am  Černý potok, nördlich und südöstlich des Ortes
- Naturreservat Jezero, Waldtümpel am Kaňovický potok am nördlichen Ortsausgang
- Aussichtspunkt Doubí, südlich von Doubravy